# 国籍法改正問題
国籍法改正問題（こくせきほうかいせいもんだい）とは、2008年秋の臨時国会での国籍法改正に対する問題のこと。一部の保守系の政治家や団体、インターネットユーザーを中心に反対運動が起きた。

## 国籍法改正の理由
2008年（平成20年）6月4日に、最高裁判所が婚姻の有無により、子供の日本国籍取得の扱いに差異を設けた現行の国籍法は、日本国憲法の法の下の平等規定に反する、との違憲判決が出され、国籍法を改正する必要が生じた（婚外子国籍訴訟）。

## 改正反対派の動き
改正反対派の戸井田徹衆議院議員(当時)が、所属する派閥津島派(当時)の会合で国籍法改正案を理解している人がいるか尋ねたところ、一人の議員も挙手しなかったという。また、平沼赳夫によると、現役閣僚から「とんでもない法律が通りそうだから何とかしてくれ」と電話があったという。また、その閣僚は「流れ作業で法案の中身は分からなかった」と語っているという。
また、二重国籍解禁に向けてのプロジェクトチームの座長である河野太郎が自身のブログに「座長試案」という記事を載せたところ、批判的なコメントが殺到し、炎上する騒ぎとなった。
11月18日に改正案が衆議院本会議で可決した際、自由民主党では赤池誠章、西川京子、牧原秀樹の3名が改正反対を表明して採決前に退席したほか、数人の議員が採決を欠席した。

### ネットでの抗議行動
自由民主党および民主党の保守系国会議員による反対の活動が活発になるにつれ、ネットでもそれに呼応する動きが起こり、各種の保守系ブログで反対の声が上がったばかりでなく、国籍法改正案に反対する意見内容の文書がファックスで法務委員会に所属する複数の国会議員に対し大量に送付された。週刊金曜日によると、ある国会議員秘書は200通以上のファックスやメール、電話の対応に追われ、事務所機能が麻痺したと語っている。
国籍法改正案は2008年12月5日に成立し、2009年1月1日に施行された。施行後の国籍取得申請数は、毎年800件前後で推移している。

## 国籍法改正後の偽装認知事件
- 日本人の男性がペルー国籍の男女の子供を偽装認知した上で2009年1月9日に日本国籍を不正に取得した容疑で、2009年9月1日にペルー人を電磁的公正証書原本不実記録・同供用容疑で逮捕された事件が発生した[6][7]。
- 2009年10月29日には、フィリピン国籍の女と偽装認知を行った日本人男が改正国籍法違反にて逮捕されている[8]。
- 2010年、中国人男女の子供を偽装認知で日本人との嫡出子として届出、出産育児一時金35万円と児童手当を年間6万円詐取したとして、日本人男と中国人女が逮捕された[9]。